# کاراپت ماتینیان
کاراپت ماتینیان (ارمنی: Կարապետ Մատինյան؛ زادهٔ ۱۸۹۷ - درگذشته ۱۹۳۸) یک سیاستمدار اهل ارمنستان که از تاریخ ۱۸ مارس ۱۹۳۳ تا تاریخ ۱ اوت ۱۹۳۶ سمت شهردار ایروان را برعهده داشت.

## زندگی‌نامه
در ۱۸۹۷ در قزل چخچاخ به دنیا آمد . وی در ۱۹۳۸ در سن ۴۱ سالگی در جریان پاکسازی بزرگ محاکمه و تیرباران شد. در سال ۱۹۵۶ از وی اعاده حیثیت شد.